# 숙혜옹주 (태종)
숙혜옹주(淑惠翁主, 1413년 ~ 1464년 8월 30일(음력 7월 19일))는 조선의 왕족으로, 태종의 9녀이자 서5녀이며, 어머니는 소빈 노씨이다.

## 생애
태종과 소빈 노씨(소혜궁주)의 딸로 1413년(태종 13년) 태어났다.
1425년(세종 7년), 성원위(星原尉) 이정녕(李正寧)과 혼인하였고, 3남 1녀를 두었다.
1453년(단종 1년) 환관을 보내 질병가(疾病家)에 있는 어머니 소혜궁주(소빈 노씨)를 간호하게 해 달라고 청하였으며, 두 달 뒤에는 소혜궁주를 자신의 집으로 데려와 보살피게 해 달라고 청하였다.
1464년 7월 19일 사망하였다. 세조가 죽음을 애도하며 사흘간 조회와 저자를 정지하였다. 숙혜옹주의 묘는 경기도 포천시 창수면 주원 1리에 위치해 있다.

## 가족 관계
- 아버지 : 태종(太宗, 1367 ~ 1422)
- 어머니 : 소빈 노씨(昭嬪 盧氏, ? ~ 1479)

시가 : 성주 이씨(星州 李氏)
- 시아버지 : 한성부윤(漢城府尹) 이사후(李師厚)
  - 남편 : 성원위(星原尉) 이정녕(李正寧, 1411 ~ 1455)
    - 장남 : 좌찬성 이집(右贊成 李諿, 1438 ~ 1509)
    - 며느리 : 고성 이씨 중추원부사(中樞院副使) 이대(李臺)의 딸
      - 손자 : 이운거(李云秬, 1455 ~ ?)
      - 손자 : 이운비(李云秠)
      - 손자 : 이운기(李云芑, 1462 ~ ?) - 3남 이전(李詮)의 양자로 출계
      - 손녀 : 반남 박씨 박해(朴垓)의 처

    - 차남 : 좌윤(右尹) 이의(李誼, 1439 ~ ?)
    - 며느리 : 안동 권씨 - 판관(判官) 권비(權備)의 딸 
      - 손자 : 이문식(李文植)
      - 손자 : 이문수(李文樹)
      - 손자 : 이문량(李文樑)
      - 손자 : 이문근(李文根)
      - 손자 : 이문지(李文枝)
      - 손녀 : 남양 홍씨 참판(參判) 홍백경(洪伯慶)의 처

    - 3남 : 이전(李詮)
    - 며느리 : 의령 남씨 - 충의위(忠義衛) 남건(南健)의 딸 
      - 양손자 : 이운기(李云芑, 1462 ~ ?) - 장남 이집(李諿)의 아들

    - 장녀 : 경주 이씨 사직(司直) 이창(李菖)의 처
      - 손자 : 이종순(李從恂)
      - 손자 : 이종신(李從信)